# Dzerzsinszkoje (Krasznojarszki határterület)
Dzerzsinszkoje (oroszul: Дзержинское) falu Oroszország ázsiai részén, a Krasznojarszki határterületen, a Dzerzsinszkojei járás székhelye.
Népessége: 7374 fő (a 2010. évi népszámláláskor).

## Elhelyezkedése
Krasznojarszktól 350 km-re (315 km-re?) északkeletre, a Kanszkból az Angara partjához vezető úton, az Uszolka (a Taszejeva mellékfolyója) bal partján helyezkedik el. A legközelebbi vasútállomás Kanszkban van (80 km), a transzszibériai vasútvonalon.

## Története
A település a 18. század első felében keletkezett. Johann Georg Gmelin német természettudós, Szibéria kutatója az 1730-as években feljegyezte, hogy a kis település akkor tíz udvarból állt. Neve előbb Hrisztovozdvizsenszkoje, majd 1871-től Rozsgyesztvenszkoje, ezen a néven alakították meg a járást is 1925-ben. 1931-ben nevezték el a falut Dzerzsinszkijről, aki a száműzetésből megszökve 1909-ben a településen húzta meg magát. A fontosabb szibériai útvonalaktól távol eső vidék csak lassan fejlődött. A falunak az 1890-es évek elején kb. 600 lakosa volt. Dzerzsinszkoje  egyszerű mezőgazdasági jellegű település volt, földszintes faházakból állt. 1934-ben lett járási székhely, az ezzel járó változások indították el fejlődését. 